# 日本災害情報学会
日本災害情報学会（にほんさいがいじょうほうがっかい、英文名：JApan Society for Disaster Information Studies、略称：JASDIS）は、「災害情報」をキーワードに、防災・減災に役立つ災害情報や、その伝達・受容のあり方などを調査・研究し、その成果を社会に提言する学術学会。
1999年4月に発足し、学会事務局は東京都新宿区神楽坂2-12-1-502に設置している。

## 学会概要
初代会長は廣井脩東京大学大学院情報学環教授で、現会長は2021年11月の総会で選出された片田敏孝（東京大学大学院情報学環付属総合防災情報研究センター）。副会長は岩田孝仁（静岡大学）、小室広佐子（東京国際大学）、福島隆史（TBSテレビ）。
会員は現在932人（法人含む）で、会員構成は学者・研究者、行政機関、マスメディア、ライフライン、シンクタンクなどの防災担当者、防災関係団体から成っており、アカデミックなばかりではなく実践的な色合いの濃いユニークな学会である。また、「災害情報」という学際領域のテーマを扱っていることから、自然科学分野、情報・通信分野、人文・社会分野のそれぞれの専門学会に所属されている方が“セカンド学会”として関わられているケースも多くある。

## 学会活動
当学会の活動は、年2回の学会大会、学会誌「災害情報」の出版、予稿集の作成、年4回のニュースレターの発行、年1～2回のシンポジウムの開催、年3回程度予定している会員向けの災害情報勉強会のほか、災害情報分野で学術的・社会的功績のあった個人・団体に授与する廣井賞、災害現地調査団の派遣（2011年に東日本大震災調査団、2017年に九州北部豪雨調査団、2018年に西日本豪雨調査団結成）などである。